# Anique Poitras
Pour les articles homonymes, voir Poitras.
Anique Poitras est une écrivaine québécoise née le 22 mai 1961 à L'Épiphanie (Québec) et morte le 19 décembre 2016 à Québec.

## Biographie
Anique Poitras est née à L'Épiphanie. À l’âge de 13 ans, elle déménage à Montréal avec ses parents. À l'adolescence, elle est passionnée par la lecture et l'écriture. Après ses études collégiales, ne sachant trop ce qu'elle veut faire dans la vie, elle décide de prendre une année sabbatique, qui dure finalement sept ans. À 26 ans, elle commence des études littéraires à l'Université du Québec à Montréal dans le but de devenir écrivaine. À 30 ans, à la fin de son parcours à l'université, elle décroche une bourse du Conseil des Arts du Canada. 
Elle meurt d'un cancer le 19 décembre 2016.

## Œuvres

### Série Sara
- La Lumière blanche, Québec Amérique, coll. « Titan », 1993, 223 p.  (ISBN 2890376591, 2890376842 et 9782764412909)[3]
- La Deuxième Vie, Québec Amérique, coll. « Titan », 1994, 158 p.  (ISBN 2890376826 et 9782890376823)

- La Chambre d'Éden, Québec Amérique, coll. « Titan », 1998
  - Tome 1, 208 p.  (ISBN 9782890378339)
  - Tome 2, 192 p.  (ISBN 9782890378520)

- Le Roman de Sara, Québec Amérique, coll. « Tous Continents », 2000, 400 p. (ISBN 2764400705 et 9782764400708)

### Série Mandoline
- 2003 : La Chute du corbeau
- 2004 : L'Empreinte de la corneille
- 2005 : Sauve-moi comme tu m'aimes

### Série Anique et le village fabuleux (mini-romans et albums)
- 2000 : Lancelot, le dragon
- 2002 : Isidor Suzor
- 2003 : Marie Louve-Garou
- 2004 : La Dame et la Licorne
- 2006 : Hasarius-Lapupuce
- 2006 : Irène la sirène (album - illustrations de Céline Malépart
- 2007 : Ludovix, le phénix (album illustrations de Céline Malépart)

### Romans jeunesse
- 2001 : Gaston-le-Grognon
- 2002 : Lysista et le château / Myro et le château

### Albums jeunesse
- 2005 : La Fée des bonbons (illustrations de Marie Lafrance)
- 2006 : Cendrillon (illustrations de Gabrielle Grimard)
- 2007 : Le Marchand de câlins (illustrations de Marie-Claude Favreau)
- 2009 : La Petite Maison au grand cœur (illustrations de Ninon Pelletier)

## Prix et distinctions
- 1990 : Mention au prix Alphonse-Piché pour « Phrases découpées trouvées dans une valise entre le rêve et la voie ferrée », dans la revue Écrits des Forges, vol. 30[4]
- 1991 : Bourse du programme Explorations du Conseil des Arts du Canada pour La Lumière blanche
- 1992 : Mention au prix Alphonse-Piché pour « Tableau d'elles et Rigole Désir » dans Poèmes du lendemain, dans la revue Écrits des Forges[4]
- 1993 : Prix Livromanie pour la trilogie de Sara
- 1994 : Prix Livromanie pour la trilogie de Sara
- 1995 : Prix Livromanie, première position ex æquo au palmarès des clubs de lecture de Communications-Jeunesse pour La Lumière blanche
- 1996 : Prix Imprimerie Gagné, première position au palmarès Livromanie des clubs de lecture de Communications-Jeunesse pour La Deuxième Vie
- 1998 : Prix Livromanie pour la trilogie de Sara
- 2000 : Sceau d’argent au prix Christie pour La Chambre d’Éden (tomes I et II)
- 2000 : Prix Livromanie, première position au palmarès des clubs de lecture de Communications-Jeunesse pour La Chambre d’Éden (tomes I et II)
- 2001 : Invitée d’honneur au Salon du livre de Trois-Rivières
- 2002 : Bourse du Conseil des arts et des lettres du Québec pour La Chute du corbeau
- 2002 : Invitée d’honneur au Salon du Livre de Montréal
- 2002 : Série Sara: Titre marquant des 25 dernières années choisi par le personnel de la bibliothèque centrale de Montréal pour les 25 ans du Salon du livre de Montréal
- 2003 : Sceau d’argent au prix Christie pour Lysista et le château / Miro et le château
- 2004 : invitée d’honneur au Salon international du livre de Québec
- 2004 : Sceau d’argent au prix Christie pour La Chute du corbeau
- 2004 : prix du Salon international du livre de Québec, catégorie jeunesse, pour La Chute du corbeau
- 2004 : Prix Chronos Vacances (France) pour Isidor Suzor[5]
- 2005 : La lumière blanche, titre parmi Les 100 livres les plus aimés des lecteurs de l’Actualité
- 2006 : Prix des abonnés des bibliothèques de Québec avec Sauve-moi comme tu m’aimes, (catégorie Adulte)
- 2007 : Palmarès Livromagie pour La Fée des bonbons